# Batalla de Kashii
La batalla de Kashii fue la primera batalla de la «Campaña de Verano» en 1615 en el Asedio de Osaka. Mientras La armada del shogunato del este se preparaba para reanudar el asedio que comenzó el invierno previo, la guarnición del Castillo de Osaka los persiguieron, emboscando a las fuerzas de Tokugawa en numerosas escaramuzas y asedios. En la batalla de Kashii, un contingente leal a Toyotomi Hideyori, señor de Osaka, intentó asediar el Castillo Wakayama, el cual estaba controlado por Asano Nagaakira, un aliado del shōgun. Los atacantes estaban liderados por Ōno Harunaga, Hanawa Naoyuki, y Okabe Noritsuna.
La guarnición de Asano consiguió que sus atacantes estuvieran lejos de refuerzos y soporte, y les dieron encuentro en la batalla de Kashii, cerca de Wakayama. Okabe y Hanawa murieron en la batalla y Ōno por lo tanto, tuvo que retirarse a Osaka.